# John B. Johnston
John Brown Johnston (ur. 10 lipca 1882 w Glasgow, w Wielkiej Brytanii, zm. 11 stycznia 1960 w Brooklynie) – amerykański polityk, członek Partii Demokratycznej.

## Działalność polityczna
W okresie od 4 marca 1919 do 3 marca 1921 przez jedną kadencję był przedstawicielem 5. okręgu wyborczego w stanie Nowy Jork w Izbie Reprezentantów Stanów Zjednoczonych.